# 다치바나 다카시
다치바나 다카시(일본어: 立花隆, (본명：일본어: 橘 隆志), 1940년 5월 28일 ~ 2021년 4월 30일)는 일본의 언론인이자 논픽션 작가 겸 평론가이다.

## 약력

### 공부
1940년 일본 나가사키현 나가사키시에서 태어났다. 어릴 때 아버지를 따라 중국으로 건너가 살았던 적도 있고, 주로 이바라키현에서 자라났다. 이바라키 사범학교 부속 초등학교와 중학교를 졸업했다. 이과를 지망했지만 색약이어서 포기하고 1959년 도쿄 대학 불어불문학과에 들어갔다. 1967년 다시 도쿄 대학 철학과에 재입학했다. 철학과 재학 중 평론 활동을 시작했다. 1970년 대학을 중퇴했다.

### 글쓰기

#### 주간 문예춘추
1964년 도쿄 대학 불어불문학과를 졸업하고, 분게이슌주에 들어갔다. 1966년까지 슈칸 분게이슌주 기자로 있었다. 별로 하기 싫어하는 프로야구 취재를 하다가 2년 만에 회사를 그만뒀다.

#### 다나카 가쿠에이 뇌물수수사건 취재
1974년 〈다나카 가쿠에이 연구-그 금맥과 인맥〉(《분게이슌주》 1974년 11월호)에서 당시 다나카 가쿠에이 수상의 수뢰 사실을 파헤쳐 일본 사회에 크나큰 충격을 안겼다. 20여 명의 취재진을 사용하여 얻은 정보로 집필된 이 기획기사는 당시 자민당의 최고 권력자이자 총리대신의 자리까지 오른 다나카 가쿠에이에 대한 환상을 깨는 내용으로 여론의 관심을 모았고, 결과적으로 다나카 몰락의 신호탄이 되었다.
변변한 학연도 없던 다나카 가쿠에이 총리의 막강한 동원력과 자금력이 어떻게 형성될 수 있었는가를 집중적으로 파헤친 이 기사는 다나카의 영광 뒤에는 철저한 정/관/재계의 밀착과 다나카의 고향인 니가타현 지방 지연인맥들의 유착이 있었고 그 사이에서 엄청난 액수의 비자금이 오간 사실을 폭로한다. 《분게이슌주》 1974년 11월호에 《다나카 가쿠에이 연구》와 함께 연재된 고다마 타카야의 《외로운 에쓰산카이의 여왕》도 다나카 총리의 불륜행위와 그 사이에서 태어난 사생아의 존재, 다나카의 비밀자금을 취급하던 《에쓰산카이》의 존재를 포착하여 세간에 폭로하였다.보관됨 2011-06-13 - 웨이백 머신 [1]
다나카도 이 특집기사의 존재를 이미 알고 있었기에 분게이슌주에 압력을 넣어서 기사를 내리도록 요구했으나 무시당했다고 한다. 고다마 타카야의 경우 이 기사가 나간 지 3개월만에 지병으로 사망한 반면, 당시만 해도 무명 프리라이터에 불과했던 다치바나는 이 특집기사의 대성공으로 이른바 저널리스트계의 스타로 떠오르게 된다.

#### 일본 공산당 연구
1975년 12월 《분게이슌주》에 《일본공산당 연구》 연재를 시작했다. 2년에 걸쳐서 《분게이슌주》에 연재된 이 기사는 일본공산당의 성립으로부터 일본패전까지를 다루는 일본공산당의 통사적 성격을 띄고 있었다.
이 책은 코민테른이 실질적으로 8.15 이전의 일본공산당을 지배하고 있었던 점을 지적하고 1933년 일어난 공산당원 동료들간의 프락치 살인 《스파이 M 사건》, 지하투쟁 간부들의 현지처 문제 같은 사실까지 드러내는 등, 일본공산당이 자랑하던 일제 말기 반파쇼투쟁의 치부를 드러내는 내용이 많았기 때문에, 일본공산당측은 《일본공산당 연구》를 "사상범을 잡던 일제 특별고등검사들의 기록을 다수 인용한 '특고사관'이다" 라고 비난하였다.
일본 공산당의 기관지 《아카하타》에서는 《고루한 반공이론과 반동재판소 자료를 문제삼는다》라는 기사를 4회, 《개는 짖어도 역사는 진보한다 - 문예춘추 다치바나 논문에 대한 총비판》을 2회에 걸쳐 연재하면서 《일본공산당 연구》를 반박함과 동시에 당 차원에서 반 다치바나 캠페인을 전개하였으며, 지금도 이 책의 사료적 가치를 전면 부정하고 있다.
1976년 1월 27일 일본의 우익정당인 민사당 위원장인 가스가 잇코가 중의원 본회의에서 이 책을 인용하여 《스파이 M 사건》을 화두에 올리기도 했다.

#### 현재
이후 사회적 문제 외에 우주, 뇌를 포함한 과학 분야로 저술 분야를 넓혔다.

## 게스트 출연
미야자키 하야오와의 친분으로 인해 지브리 애니메이션 《귀를 기울이면》의 여주인공인 시즈쿠의 아버지(도서관 사서)를 연기했다.

## 고양이 빌딩
감당이 되지 않을 정도로 불어난 수만 권의 장서를 보관하기 위해 도쿄 시내에 고양이 빌딩을 지은 것으로 화제가 됐다. 도쿄 고이시가와의 10평 정도 되는 자투리땅에 철근으로 세운 지상 3층, 지하 1층 규모의 건물로 내부 서가의 길이를 모두 합하면 무려 700m에 이른다고 한다. 빌딩의 설계는 소설 《소년 H》의 작가로 알려진 무대미술가 세노오 갓파가 맡았으며, 신문에 이 빌딩의 사서를 모집한다는 광고를 내기도 했다.
빌딩 지하에는 와인셀러가 비치되어 있으며 지상 1~3층은 침대와 탁자를 제외하면 모두 책을 꽂아두는 서고로 쓰인다. 장서는 적게 잡아도 5만 권을 넘으며, 서고가 꽉 차서 몇년 전부터 다른 건물을 빌려 제 2 서고로 쓰고 있다고 한다.

## 저서
- 《素手でのし上がった男たち》, 1969년
- 《東大ゲバルト壁語録》
- 《思考の技術》, 1971년
- 《日本経済・自壊の構造》, 1973년
- 《中核vs革マル|中核 vs 革マル》, 1975년
- 《田中角栄研究》, 1976년
- 《우주로부터의 귀환》
- 《뇌사》
- 《일본공산당 연구》
- 《정신과 물질》(공저)
- 《원숭이학의 현재》
- 《거악vs언론》
- 《임사 체험》
- 《뇌를 단련하다》
- 《인체 재생》
- 《21세기 지의 도전》
- 《나는 이런 책을 읽어 왔다》
- 《천황과 도쿄대》

## 수상
- 1979년 제1회 고단샤 논픽션 상
- 1983년 제31회 기쿠치 간상
- 1998년 제1회 시바 료타로상

## 같이 보기
- 록히드 사건